# ウィレム5世 (オラニエ公)

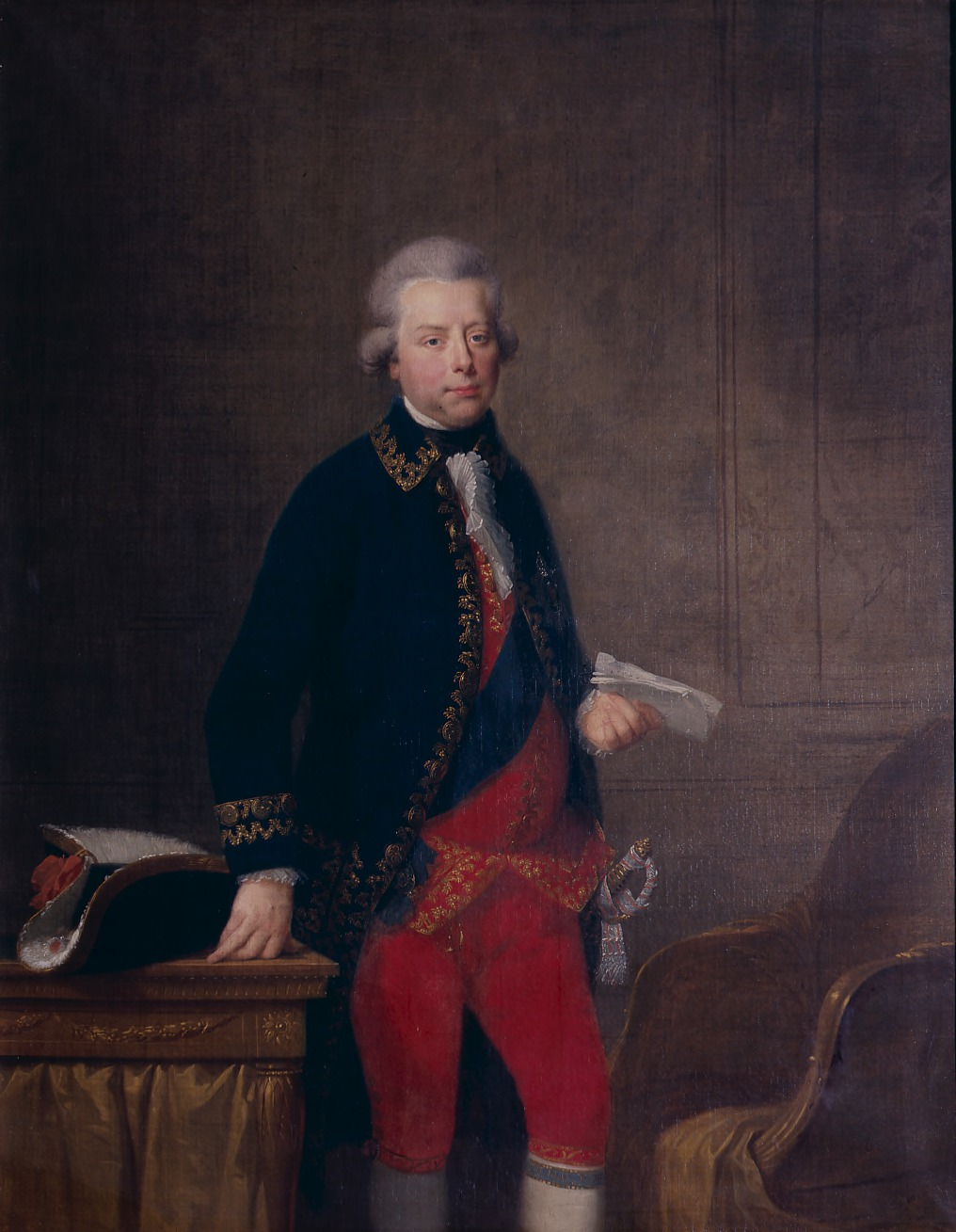
ウィレム5世

オラニエ公ウィレム5世（Willem V van Oranje-Nassau, 1748年3月8日 - 1806年4月9日）は、最後のオランダ総督（在位：1751年 - 1795年）。父はオラニエ公ウィレム4世、母はイギリス王兼ハノーファー選帝侯ジョージ2世の長女アン。

## 生涯
父の死によりわずか3歳でオラニエ公を継承し、1759年まで母の後見を受けて成長、七年戦争では中立を貫いた。1766年に成人とみなされ、ネーデルラント連邦共和国全州の総督に任じられた。しかし優柔不断な態度を取っていたため、従来の総督派と都市門閥派の対立だけでなく、共和派の愛国派（パトリオッテン派）が出現する事態となり、政局は混乱した。
1776年にアメリカ独立戦争が始まると、表向き中立を取りながらアメリカを密貿易で支援し、それが発覚するとイギリスと対立した。1778年に武装中立同盟に加盟すると、1780年にイギリスと交戦（第四次英蘭戦争）、オランダ東インド会社の船舶が相次いで拿捕されたり、西インド諸島の植民地がイギリスに襲撃され劣勢となり、1784年のパリ条約でオランダは海外拠点を失い、外交・内政の失敗でウィレム5世の責任が問われる結果となった。
1785年に愛国派が蜂起すると、ハーグからナイメーヘンへ避難、1787年に義兄のプロイセン王フリードリヒ・ヴィルヘルム2世がカール・ヴィルヘルム・フェルディナント・フォン・ブラウンシュヴァイク＝ヴォルフェンビュッテル率いるプロイセン軍を派遣してオランダを制圧、愛国派を掃討したためハーグへ戻った。翌1788年にイギリス・プロイセンと同盟を結んで総督の地位を保障してもらった。
フランス革命戦争が勃発すると、1795年にフランス軍の侵攻を受けてネーデルラント連邦共和国は崩壊し、最後の総督となったウィレム5世は一家と共にイギリスへ亡命した。混乱に乗じて愛国派が帰国、フランスの力を借りてバタヴィア共和国を建国した。1802年、既に名目上のものとなっていたオラニエ公の称号を息子ウィレムに譲り、1806年、ドイツのブラウンシュヴァイクで死去した。
1815年にオランダ王国が成立すると、ウィレム5世の息子が初代国王ウィレム1世として即位した。

## 子女
1767年、プロイセン王フリードリヒ・ヴィルヘルム2世の妹（父はフリードリヒ2世の弟アウグスト・ヴィルヘルム王子）で又従妹に当たるヴィルヘルミーネと結婚、5人の子を儲けた。
- 長男（1769年3月23日 - 1769年3月24日）
- フレデリカ・ルイーゼ・ヴィルヘルミナ（1770年 - 1819年、ブラウンシュヴァイク＝ヴォルフェンビュッテル公世子でカール・ヴィルヘルム・フェルディナントの長男カール・ゲオルク・アウグスト妃）
- 子 （1771年8月6日）
- ウィレム・フレデリック （1772年 - 1843年、オランダ王・ルクセンブルク大公）
- ウィレム・ヘオルヘ・フレデリック （1774年 - 1799年）